# Epi i Blai
Epi i Blai són dos personatges del programa infantil de televisió Barri Sèsam, els quals formen un duet còmic que és una de les peces centrals de l'espai.
Construïts per Don Sahlin amb espuma sintètica i pelfa a partir d'un esborrany simple de Jim Henson, van fer la seva primera aparició als Estats Units el 1969, entre altres personatges com la Granota Kermit. En l'episodi pilot del programa van ser els dos únics titelles que hi van aparèixer.
Els personatges van ser interpretats inicialment pel mateix Jim Henson i per Frank Oz, prenent el relleu els també titellaires Eric Jacobson i Steve Whitmire, encara que Oz interpreta a Bart de tant en tant des del 2000. Epi és un personatge de color taronja i Blai és groc.

## Història
Bert i Ernie van ser construïts per Don Sahlin a partir d'un disseny senzill escrit per Jim Henson, creador de The Muppets. Inicialment, Henson va interpretar Bert i Oz va interpretar a Ernie, però després d'un sol dia de assaig van intercanviar els personatges. La idea original era mostrar que tot i que dues persones poden tenir característiques totalment diferents, encara poden ser bons amics.
Segons l'escriptor Jon Stone, la relació entre Bert i Ernie reflectia l'amistat de la vida real entre Henson i Oz. Tot i que els noms originals dels personatges (Bert i Ernie) coincideixen amb els de personatges secundaris de la pel·lícula Que bonic que és viure de Frank Capra, Jim Henson sempre ha afirmat que es tractava d'una coincidència.

## Nom en català
El 1996, TVE va emetre per al Principat, doblats al català, els programes de la versió espanyola de Barri Sèsam. En castellà, els noms dels personatges es van traduir agafant la primera lletra dels noms en la versió original en anglès: Ernie i Bert. En la versió catalana, els personatges van ser batejats com Epi i Blai.